# Festivalul Internațional de Film de la Cannes din 2011
Festivalul Internațional de Film de la Cannes din 2011 a fost cel de-al 64-lea festival de la Cannes. Robert de Niro a fost președintele juriului.
Câștigătorii Marelui Premiu (Grand Prix) au fost filmele A fost odată în Anatolia (în turcă Bir Zamanlar Anadolu’da) regizat de de Nuri Bilge Ceylan și Băiatul cu bicicleta (în franceză Le gamin au vélo) regizat de Luc Dardenne și Jean-Pierre Dardenne.